# La vera gloria
La vera gloria (The True Glory) è un documentario del 1945 diretto da Garson Kanin e Carol Reed vincitore del premio Oscar al miglior documentario.

## Riconoscimenti
- 1946 – Premio Oscar
  - Miglior documentario